# Baikalospongia dzhegatajensis
Baikalospongia dzhegatajensis är en svampdjursart som beskrevs av Rezvoi 1927. Baikalospongia dzhegatajensis ingår i släktet Baikalospongia och familjen Lubomirskiidae.
Artens utbredningsområde är havet utanför Ryssland. Inga underarter finns listade i Catalogue of Life.